# Henri de Bourgogne (1035-1066)
Pour les articles homonymes, voir Henri de Bourgogne.
Henri de Bourgogne, dit Donzel ou le Damoiseau, né vers 1035 et mort entre 1070 et 1074, est héritier du duché de Bourgogne, fils du duc de Bourgogne, Robert Ier le Vieux († 1076), et d'Hélie de Semur, et donc petit-fils du roi de France Robert II le Pieux.

## Biographie
Selon certains historiens, il aurait épousé en 1056 Sibylle de Barcelone, fille de Bérenger Raymond Ier dit le Courbé ou le Corbeau, comte de Barcelone, et de Gisèle de Lluça. Jean Richard dans Les ducs de Bourgogne et la formation du duché du XIe au XIVe siècle, sur la base d'une phrase d'Orderic Vital, parlant des exploits de Robert Ier en plusieurs contrées, pense qu'il faut tenir compte, ainsi que l'a supposé M. Chaume, dit-il, d'une expédition menée en 1058 pour défendre le comte de Barcelone contre les Musulmans. « C'est au cours de cette expédition qu'il aurait épousé une parente du comte Raymond Borrel de Barcelone dont le surnom passa à ses descendants ».
Il eut les enfants suivants : 
- Hugues Ier (1057 † 1093) duc de Bourgogne ;
- Eudes Ier (1058 † 1103), duc de Bourgogne ;
- Robert (1059 † 1111), évêque de Langres ;
- Hélie (1061 † après 1081/84) ;
- Béatrix (1063 † v. 1110), mariée à Guy III de Vignory ;
- Renaud (1065 † 1092), abbé de l'Abbaye Saint-Pierre de Flavigny ;
- Henri (1066 † 1112), comte de Portugal de qui descendra la maison royale du Portugal.

Henri de Bourgogne étant mort avant son père, ce fut son fils aîné Hugues qui prit la succession du duché de Bourgogne.